# Nocticola baumi
Nocticola baumi — вид тарганів родини Nocticolidae. Описаний у 2021 році.

## Поширення
Ендемік індонезійської провінції Папуа у західній частині Нової Гвінеї. Це перший відомий представник роду Nocticola у Новій Гвінеї.

## Назва
Видова назва вшановує чеського зоолога Їржі Баума (1900—1944).

## Опис
Відрізняється від інших відомих Nocticola spp. за поєднанням таких ознак: складні очі та вічка відсутні, надкрила повністю розвинені та виходять за межі черевця, задні крила відсутні, ноги надзвичайно довгі.